# Садоян, Липарит Артёмович
Липарит Артемович Садоян (род. 6 ноября 1917, Эривань, Кавказское наместничество, Российская империя — 22 июня 1992, Ереван, Армения), архитектор, инженер-строитель. Муж Александры Еремян.

## Биография
В 1942 году окончил Ереванский политехнический институт. В 1958-1992 гг. работал в Ереванском проектном институте, 1958-1970 гг. – руководитель архитектурной мастерской. Составил проекты консервации и благоустройства собора Звартноц (1986-1992).
По проектам и в соавторстве Садояна в Ереване построены:
- Жилые дома киностудии «Айфильм» (1950-е гг.)
- Жилые дома Министерства юстиции РА
- Многоэтажное общежитие машиностроительного техникума (1952)
- Институт микробиологии НАН РА (1961)
- Гербарий Института ботаники
- Дом отдыха «Анаит» (1975)
- Дом-музей Хачатура Абовяна в Канакере (1978)
- Машиностроительный техникум
- Памятник Аветика Исаакяна (Ереван) (1965)
- По случаю 2750-летия Эребуни реконструкция и благоустройство сквера у площади Степана Шаумяна с таким же количеством фонтанов (1968)
- Памятник Ованесу Туманяну в селе Дсех (1969, скульптор Гукас Чубарян)
- Памятник «Ваагн», посвященный жертвам Отечественной войны (1941-1945 гг.) в селе Ваагн (1973, скульптор - Гукас Чубарян) [1]

## Галерея
- Армянский алфавит, автор: Липарит Садоян